# Sarona gagnei
Sarona gagnei är en insektsart som beskrevs av Asquith 1994. Sarona gagnei ingår i släktet Sarona och familjen ängsskinnbaggar. Inga underarter finns listade i Catalogue of Life.